# 김습보
습보 갈문왕(習寶) 또는 사보 갈문왕(斯寶)은 지증왕의 아버지이다. 조선시대 후기에 지어진 경순왕비에 따라 복호의 아들이라는 설, 미사흔의 아들이라는 설, 내물 마립간의 아들이라는 설이 모두 존재한다. 내물 마립간의 손녀이며 눌지 마립간의 딸인 조생부인(鳥生夫人)과의 사이에 지증왕을 낳았다.
삼국유사 여러 판본에서 기보(期寶)라 적혀있으나 기(期)를 사(斯)의 오기로 보고 습비부(習比部)가 사피부(斯彼部)와 통했다 하여 습(習)과도 통한다 본다.

## 가계
- 아버지 : 복호(卜好), 미사흔, 내물 마립간 중 한 명.
- 부인 : 조생부인(鳥生夫人)
  - 장남 : 지증왕(智證王, 437~514 재위:500~514)

## 참고 문헌
1. ↑  신라경순왕전비(新羅敬順王殿碑) 참조: ...八世奈勿王九世卜好十世習寶... http://ko.wikisource.org/wiki/신라경순왕전비

## 같이 보기
- 거칠부
- 복호 갈문왕
- 지증 마립간
- 내물 마립간